# Karnyothrips anthracinus
Karnyothrips anthracinus är en insektsart som först beskrevs av Ian A. Hood 1939.  Karnyothrips anthracinus ingår i släktet Karnyothrips och familjen rörtripsar. Inga underarter finns listade i Catalogue of Life.